# Сущева

Сущева — деревня в Брейтовском районе Ярославской области. Входит в состав Брейтовского сельского поселения.

## География
Находится в северо-западной части Ярославской области на расстоянии приблизительно 3 км на юг по прямой от административного центра района села Брейтово на левом берегу реки Сить.

## История
Была отмечена еще на карте 1798 года. В 1859 году здесь (деревня Моложского уезда Ярославской губернии) было учтено 12 дворов, в 1898 — 19.

## Население
Численность населения: 67 человек (1859 год), 5 (русские 88 %) в 2002 году, 13 в 2010.